# Grandidierella vietnamica
Grandidierella vietnamica is een vlokreeftensoort uit de familie van de Aoridae. De wetenschappelijke naam van de soort is voor het eerst geldig gepubliceerd in 1968 door Dang.